# アイメイト協会
公益財団法人アイメイト協会（アイメイトきょうかい）は、アイメイト（盲導犬）の育成訓練、視覚障害者の歩行・日常生活指導、歩行指導員の養成、盲導犬に関する社会啓発を行っている。 

## 概要
1957年8月に国産第1号の盲導犬チャンピイを塩屋賢一（アイメイト協会創設者）が育成する。前身は1948年から研究を開始した日本盲導犬学校である。日本盲導犬学校の施設を母体に財団法人日本盲導犬協会が認可されるが、考え方の違いにより塩屋賢一はここと決別。その後1972年に「財団法人 東京盲導犬協会」として法人化し、東京都をはじめ多くの自治体から委託を受ける。アイメイト協会では、候補犬に対しての訓練を行なうとともに、視覚障害者に対して盲導犬を提供し、またそれに対して歩行訓練や日常生活のアドバイスや、歩行指導員を養成することを目指している。また盲導犬・視覚障害者を広く社会に認知してもらうことを目指し、手記やパンフレットの出版、見学会、体験活動の実施などの社会啓発活動を行っている。
アイメイト協会の出身の盲導犬を特にアイメイトと呼んでいる。「全く視力がない人が、白杖や同伴者を伴うことなく、犬だけを使って単独歩行できること」が「アイメイトを使った歩行」であるとしている。
2007年4月、通算で1,000組を越えるペアを送り出した。これは同時期に日本盲導犬協会が送り出した盲導犬が393頭の二倍以上であり、日本で最も多く盲導犬を送り出している。また一頭当たりの育成コストも約608万円と、日本盲導犬協会の約4,114万円と比べると非常に少ない。運営費は自治体からの委託費、並びに一般社会からの寄付等によって賄われる。

## 沿革[2]
1948年 塩屋賢一（アイメイト協会創設者）が盲導犬の育成方法を模索し始める　参考リンク
1950年 塩屋賢一が自宅に「日本盲導犬学校」を開き、「盲導犬研究会」を設立
1957年8月 塩屋賢一が河相洌氏に歩行指導を修了したことで、国産盲導犬第1号チャンピイが誕生
1967年8月 日本盲導犬学校の施設を母体に財団法人日本盲導犬協会が認可される　参考リンク
1969年 塩屋賢一が東京都知事賞受賞
1969年4月 東京都の盲導犬育成事業の委託開始
1969年11月 塩屋賢一が米国のThe Seeing Eyeを訪問して友好関係を拓く
1970年 『盲導犬は視覚障害者の目である』というポリシーを貫くため、日本盲導犬協会と訣別　参考リンク
1971年10月10日 財団法人東京盲導犬協会として新たに設立認可を受ける
1972年10月10日 啓発活動として第1回アイメイト・デーを実施
1978年12月1日 国家公安委員会の指定法人となる
1979年12月11日 厚生大臣表彰受賞
1982年4月12日 吉川英治文化賞受賞
1982年10月 点字毎日文化賞受賞
1989年4月1日 『東京盲導犬協会』から『アイメイト協会』へ名称変更
1990年4月 国際盲導犬学校連盟の正会員となる（2017年に脱退）
1990年8月3日 アイメイトペア500組を達成
1993年10月1日 特定公益増進法人に認定
1993年11月3日 塩屋賢一が勲五等瑞宝章を受章
1996年10月10日 練馬区関町北5丁目に視覚障害者歩行訓練センターが竣工 The Seeing Eyeとの間で友好と協力の協定書調印
2002年10月2日 塩屋賢一が第10回ヘレンケラー・サリバン賞を受賞
2007年 国産盲導犬第1号チャンピイ誕生から50周年
2007年4月28日 アイメイトペア1000組を達成
2011年7月 公益財団法人に移行
2014年12月 第8回塙保己一賞受賞
2017年 国産盲導犬第1号チャンピイ誕生から60周年

## 所在地
東京都練馬区関町北5-8-7